# نیکی (خواننده ژاپنی)
نیشیمورا ریکی (ژاپنی: 西村 力, زادهٔ ۹ دسامبر ۲۰۰۵) که با نام نیکی (انگلیسی: Ni-Ki; کره‌ای: 니키) شناخته می‌شود، خواننده ژاپنی ساکن کره جنوبی است. او یکی از اعضای گروه پسرانه کره‌ای انهایپن است.

## حرفه

### ۲۰۱۴–۲۰۱۹: اوایل زندگی و فعالیت‌های پیش از آغاز حرفه موسیقی
در سال ۲۰۱۴، نیکی در آزمون تجاری کنتو موری قبول شد و در همان سال در یک تبلیغ برای پخش‌کننده‌های دی‌وی‌دی سونی حضور یافت.
در ۲۵ ژوئیه ۲۰۱۵، نیکی به عنوان «ریکی جکسون» در برنامه تلویزیونی ژاپنی FNS 27hour TV حضور پیدا کرد.
در سال ۲۰۱۶، نیکی در موزیک ویدئوی ژاپنی «صورتم را نمی‌توانم حس کنم» از د ویکند حضور پیدا کرد. او همچنین در کنسرت توکیو اسکا پارادایس ارکسترا شرکت کرد و به رقصیدن با ترانهٔ «بهشت مرز ندارد» پرداخت. در همان سال، او در Legend Tokyo Chapter 5 به عنوان رقاص در اجرای رقص «Michael Jackson Legend Tribute» که توسط تراویس پین طراحی شده بود، حضور یافت. همچنین در یک تبلیغ برای نیچی شاریو با نام
«ریکی جکسون» حضور داشت.
در سال ۲۰۱۷، او به عنوان رقصنده در یومی کاتسورا گرند کالکشن ۲۰۱۷ شرکت کرد. سپس در همان سال، به عنوان رقصنده کودک در کنسرت SHINee WORLD 2017 ~FIVE~ Special Edition حضور داشت. در ۱۱ مارس، نیکی در موزیک ویدئوی «タッタ» از یوزو ظاهر شد.

### ۲۰۲۰–اکنون: آغاز فعالیت با انهایپن
در سال ۲۰۱۹، نیکی ۱۳ ساله به عنوان کارآموز زیر نظر بیلیفت لب، وارد کره جنوبی شد. او در سال ۲۰۲۰ در برنامه بقای آی-لند شرکت کرد و جایگاه چهارم را کسب کرد و به گروه انهایپن پیوست. در ۳۰ نوامبر ۲۰۲۰، او به عنوان عضو گروه انهایپن با انتشار نخستین آلبوم چندآهنگه به نام مرز: روز اول وارد دنیای موسیقی شد. در سال ۲۰۲۲، او به عنوان مهمان در برنامه اندتیم گاکوئن ظاهر شد. در ۱۴ مه ۲۰۲۳، نیکی به عنوان مجری ویژه در کی‌کان ژاپن ۲۰۲۳ با ریوجین از گروه ایتزی همکاری کرد.

## فیلم‌شناسی

### برنامه تلویزیونی
| سال  | عنوان                                  | نقش        | توضیحات                   | منابع         |
| ---- | -------------------------------------- | ---------- | ------------------------- | ------------- |
| ۲۰۱۵ | مه‌چا مه‌چا ایکه‌ته‌رو!                    |            |                           |               |
| ۲۰۱۵ | FNS 27hour TV                          |            |                           | [ ۱۲ ]        |
| ۲۰۲۰ | آی-لند                                 | شرکت کننده | در جایگاه چهارم قرار گرفت |               |
| ۲۰۲۱ | New Japan Boy and Nakai                |            |                           | [ ۱۳ ]        |
| ۲۰۲۱ | Legal consultation center with a queue |            |                           | [ ۱۴ ]        |
| ۲۰۲۲ | To Masahiro Nakai's Friday Sumas       |            |                           | [ ۱۵ ] [ ۱۶ ] |

### میزبان
| سال  | عنوان           | نقش  | توضیحات         | منابع         |
| ---- | --------------- | ---- | --------------- | ------------- |
| ۲۰۲۳ | کی‌کان ژاپن ۲۰۲۳ | مجری | به همراه ریوجین | [ ۱۰ ] [ ۱۱ ] |

### برنامه رادیویی
| سال        | عنوان                        | نقش  | توضیحات       |
| ---------- | ---------------------------- | ---- | ------------- |
| ۲۰۲۱－۲۰۲۲ | تمام شب انهایپن با نیپون اکس | مجری | [ ۱۷ ] [ ۱۸ ] |

### تبلیغات
| سال  | تبلیغ                        | توضیحات |
| ---- | ---------------------------- | ------- |
| ۲۰۱۴ | پخش‌کننده دی‌وی‌دی سونی         | [ ۲ ]   |
| ۲۰۱۶ | نیچی شاریو (ورژن ریکی جکسون) | [ ۶ ]   |
| ۲۰۱۸ | پوکاری سوئیت                 |         |

### اجرای زنده
| سال  | عنوان                                                                    | آرتیست                      | نقش        | منابع  |
| ---- | ------------------------------------------------------------------------ | --------------------------- | ---------- | ------ |
| ۲۰۱۶ | بهشت مرز ندارد                                                           | توکیو اسکا پارادایس ارکسترا | مهمان      | [ ۵ ]  |
| ۲۰۱۶ | Legend Tokyo Chapter.5 WORLD GUEST Piece: Michael Jackson LEGEND Tribute | تراویس پین                  | رقصنده     | [ ۱۹ ] |
| ۲۰۱۷ | شاینی ورلد ۲۰۱۷ 〜فایو〜 نسخه ویژه                                       | شاینی                       | شاینی کیدز |        |

## ویدئوشناسی

### حضور در موزیک ویدئو
| سال  | عنوان                      | خواننده | نقش    | توضیحات                 | منابع  |
| ---- | -------------------------- | ------- | ------ | ----------------------- | ------ |
| ۲۰۱۶ | «صورتم را نمی‌توانم حس کنم» | د ویکند | رقصنده | موزیک ویدئوی ورژن ژاپنی | [ ۴ ]  |
| ۲۰۱۷ | «タッタ»                   | یوزو    | رقصنده |                         | [ ۲۰ ] |